# Mareile Blendl

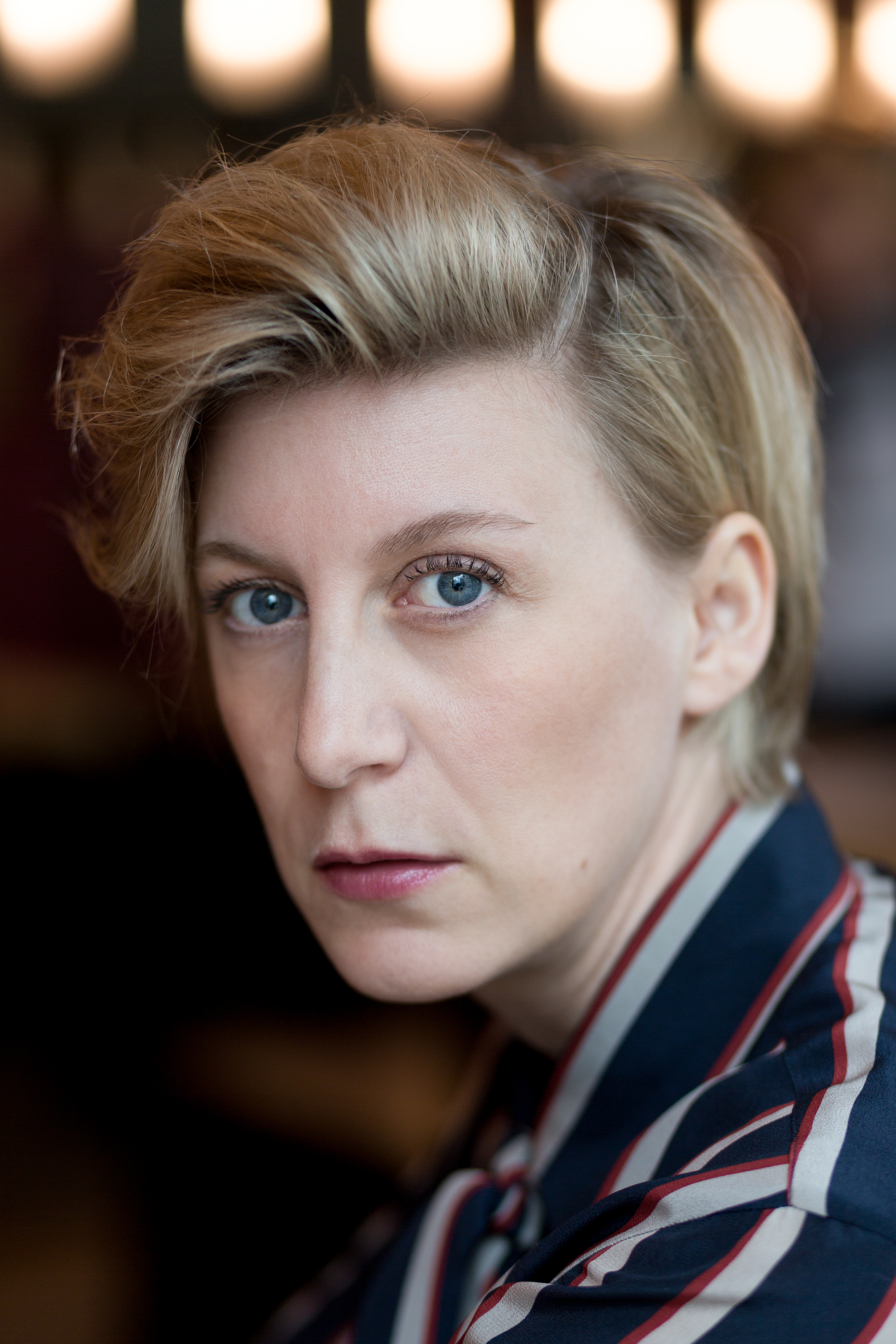
Mareile Blendl, Düsseldorf 2019

Mareile Blendl (* 11. Februar 1976 in München) ist eine deutsche Schauspielerin. Sie ist sowohl im Kino und Fernsehen als auch im Theater aktiv.

## Leben
Blendl absolvierte ihr Schauspielstudium von 1996 bis 2000 an der Westfälischen Schauspielschule Bochum.
Ihre erste Theaterrolle übernahm sie 1998 am dortigen Schauspielhaus. 1999 trat sie bei Johan Simons’ Theater Hollandia in Rotterdam auf. Im gleichen Jahr wurde sie mit dem Max-Reinhardt-Solopreis ausgezeichnet. Von 2000 bis 2002 gehörte Blendl zum Ensemble des Staatsschauspiels Dresden und anschließend bis 2007 zum Berliner Ensemble. 2001 erhielt sie den 3sat-Innovationspreis. Außerdem absolvierte sie von 2004 bis 2007 eine Gesangsausbildung bei Jonathan Kinsler in Berlin. Sie singt Mezzosopran. Von 2008 bis 2012 spielte Blendl am Münchner Volkstheater sowie bei Hebbel am Ufer in Berlin. 2012 folgten Rollen beim Theater Bonn und beim Theater Oberhausen, bevor die Schauspielerin 2014 zum Berliner Ensemble zurückkehrte. 2015 spielte sie im Rottstraße 5 Theater in Bochum. 2016 ist sie im Staatstheater Nürnberg zu sehen.
Ihre erste Fernsehrolle spielte Blendl 2000 im ARD-Film Stunde des Wolfs. Bis 2004 folgten Auftritte in den Serien Nikola, Alphateam, Großstadtrevier und SOKO Wismar. Im gleichen Jahr spielte Blendl eine Nebenrolle in der Komödie Zwei Männer und ein Baby und 2006 war sie in der RTL-Produktion Hinter Gittern zu sehen. 2009 verkörperte sie Jutta von Sponheim im historischen Film Vision – Aus dem Leben der Hildegard von Bingen. Außerdem wirkte sie in Kurzfilmen der Hochschule für Fernsehen und Film München mit. 2011 war sie mit einer Rolle in SOKO 5113 wieder im Fernsehen zu sehen, wo sie in den folgenden Jahren auch in den Serien Notruf Hafenkante, Die Rosenheim-Cops und Heldt mitspielte. Außerdem hatte sie Rollen in diversen Fernsehfilmen. 2014 spielte Blendl in Irre sind männlich. 2015 folgten Auftritte in drei Fernsehfilmen der ARD und des WDR sowie in den Serien Die Chefin und Rentnercops. In der Literaturverfilmung Das Tagebuch der Anne Frank, die im Frühjahr 2015 gedreht wurde und am 3. März 2016 in die Kinos kam, spielt Blendl die Frau des Gemüsehändlers Hendrik van Hoeve, der die im Amsterdamer Hinterhaus versteckten Juden belieferte.
Mareile Blendl ist auch als Autorin aktiv. Auf ihrem persönlichen Blog veröffentlicht sie eine „unregelmäßige Kolumne“, in der sie aus ihrem Leben als Schauspielerin berichtet.
Ihre Schwester Annika Blendl ist ebenfalls Schauspielerin.

## Filmografie (Auswahl)
- 2004: Zwei Männer und ein Baby
- 2009: Vision – Aus dem Leben der Hildegard von Bingen
- 2012: Notruf Hafenkante – Alte Schule
- 2014: Die Rosenheim-Cops – Bauernopfer
- 2014: Friesland – Mörderische Gezeiten
- 2015: Heldt – Hängen im Schacht
- 2015: Willa
- 2016: Das Tagebuch der Anne Frank
- 2016: Kästner und der kleine Dienstag
- 2016: Marie fängt Feuer – Vater sein dagegen sehr
- 2016: Dimitrios Schulze – Dr. Susanne Graf
- 2018: SOKO München – Treue bis in den Tod
- 2018: Beste Schwestern – Die Paten
- 2018–2019: Beck is back! (4 Folgen)
- 2019: All I Never Wanted
- 2019–2020: Schwester, Schwester – Hier liegen Sie richtig!
- seit 2019: Die Drei von der Müllabfuhr
  - 2019: Baby an Bord
  - 2020: Kassensturz
  - 2021: Operation Miethai
  - 2022: Zu gut für die Tonne
  - 2023: Altlasten
  - 2023: Arbeit am Limit
- 2020: Enkel für Anfänger
- 2020: SOKO Köln (Folge: Angst)
- 2020: Anna und ihr Untermieter: Aller Anfang ist schwer
- 2020: In aller Freundschaft (Folge: Ausgebremst)
- 2021: Gott, du kannst ein Arsch sein!
- 2021: Wilsberg: Überwachen und belohnen
- 2021: Sweet Disaster
- 2022: Wo ist meine Schwester?
- 2023: Briefe aus dem Jenseits
- 2024: Zeit zu beten. Ein Krimi aus Passau (Fernsehreihe)
- 2024: Marie Brand und die lange Nase (Fernsehreihe)
- 2024: WaPo Bodensee (Folge: Der Feind in meinem Haus)